# Менахем Гнессін
Менахем Натанович Гнєсін (1882, Стародуб, Чернігівська губернія — 1952, Тель-Авів) — театральний актор, режисер і педагог. Брат письменника Урі-Нісана Гнесіна.

## Біографія
Народився у Стародубі Чернігівської губернії. Дитячі роки провів у Почепі, де його батько Йошуа-Нота (Носн) Гнесин (1840-?) був рабином.

### У Палестині
На початку 1900-х мм. виступав разом з аматорською театральною трупою в Яффо, Єрусалимі, великих поселеннях.
Трупа, заснована у 1905 році Хаїмом Харарі та Гнесиним під назвою Ховевей обдурять драматит (Прихильники драматичного мистецтва), була перетворена в 1909 році в театральну студію Ха-лахака ха-драматит ха-іврит (Івритська драматична трупа).

### В Росії
З 1912 року Гнесин у Росії, пізніше свою подорож він описав у мемуарах «Мій шлях з івритським театром» . Із театром І. Кацнельсона Менахем Гнесін ставив вистави у Мінську, Барановичах, Бобруйску та інших містах.
У театрі Габіма з 1917 року, один із засновників театру.

### У Берліні
Театрон Ерець-Ісреелі був створений М. н. Гнесиним у Берліні . Театр відкрився прем'єрою Белшацар (Валтасар), у Берліні в червні 1924 . Цю п'єсу написав Менахем Гнесин, з урахуванням французького тексту Х. Раше.

### У Палестині
У 20-х роках Театр був дві трупи, зокрема Лемаан Габима М. Гнесіна. Автор спогадів про театральне життя.

## Театральні роботи

### Актор
- Старша сестра — Юдель
- Сонце! Сонце! — Шварц
- «Диббук»[en] (С. Ан-скому )